# Sympetrum danae
Espèce
Sympetrum danae, le sympétrum noir, est une espèce d'insectes odonates anisoptères de la famille des libellulidés.

## Description et caractéristiques
- Assez petit : longueur : 29 à 34 mm, pattes noires.
- Mâle adulte : noir, de même que les ptérostigmas.
- Mâle immature et femelle : ocre clair, bande noire de chaque côté du thorax parsemée de 3 petites taches jaunes ; lame vulvaire de la femelle perpendiculaire à l'abdomen (idem chez Sympetrum vulgatum).

## Distribution
Circumboréal : Amérique du Nord, Europe, Asie jusqu'au Japon. En Europe, de la France à la Russie, Îles Britanniques, Scandinavie (sauf le nord), plus rare dans le sud, où il se limite aux régions de montagne (Pyrénées, Alpes).

## Habitat, mode de vie
Fréquente les eaux stagnantes acides des tourbières et aussi petits étangs, mares temporaires, fossés...
Les imagos volent de mi-juin à novembre.
Les femelles pondent habituellement sur la végétation humide (dont les sphaignes ou autres mousses), la boue.

## Dangers, menaces, état des populations
Espèce protégée en région Île-de-France : Article 1

## Galerie

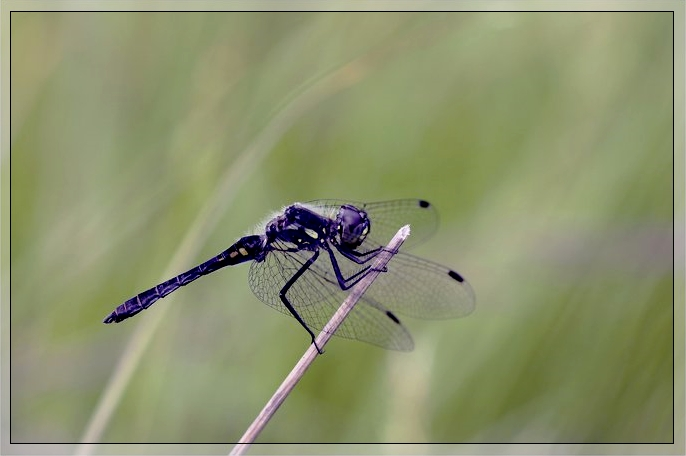
Sympétrum noir au repos (mâle mature)
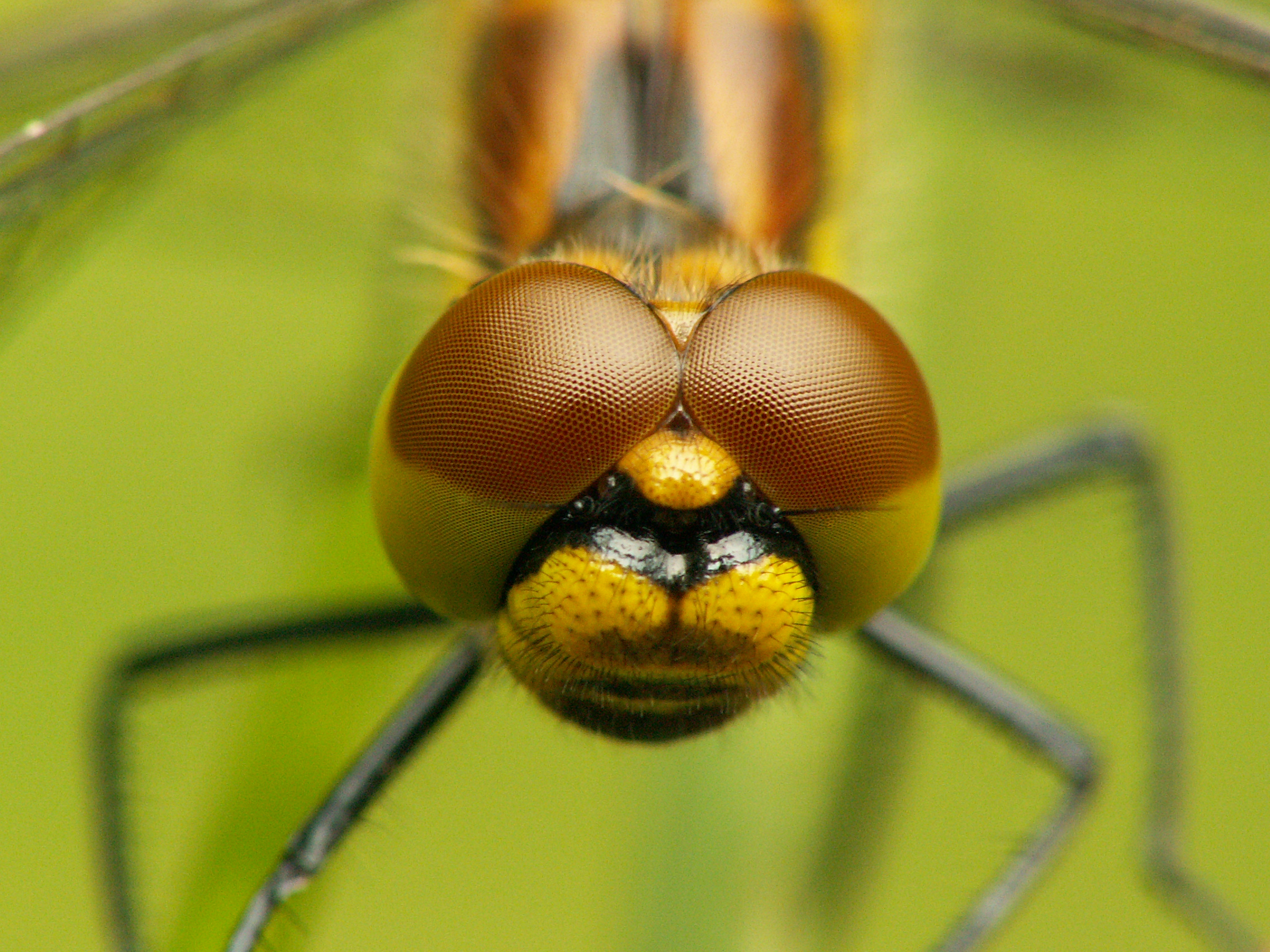
Tête de sympétrum noir femelle
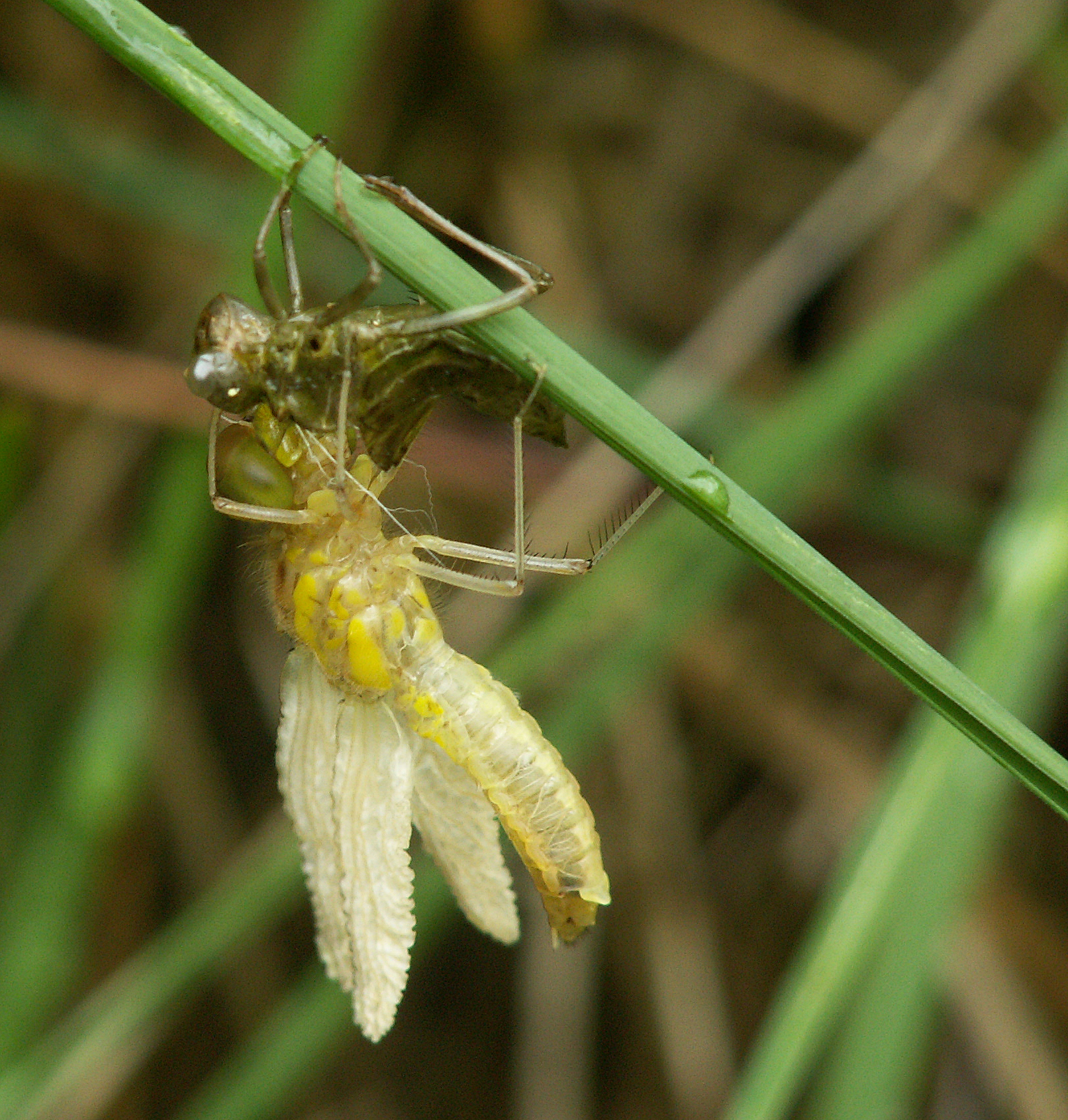
Mue imaginale d'une chrysalide de sympétrum noir
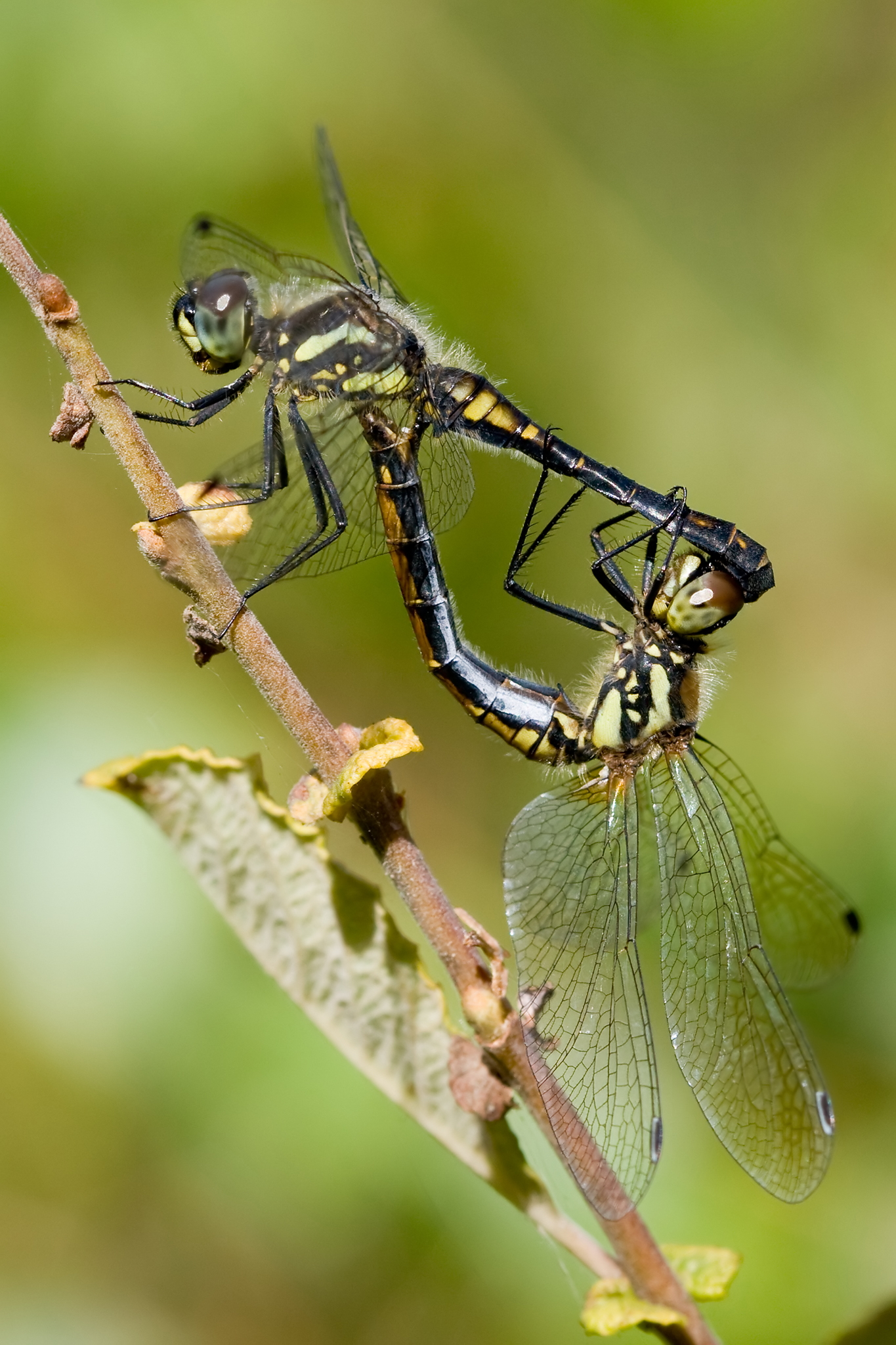
Paire de sympétrums noirs
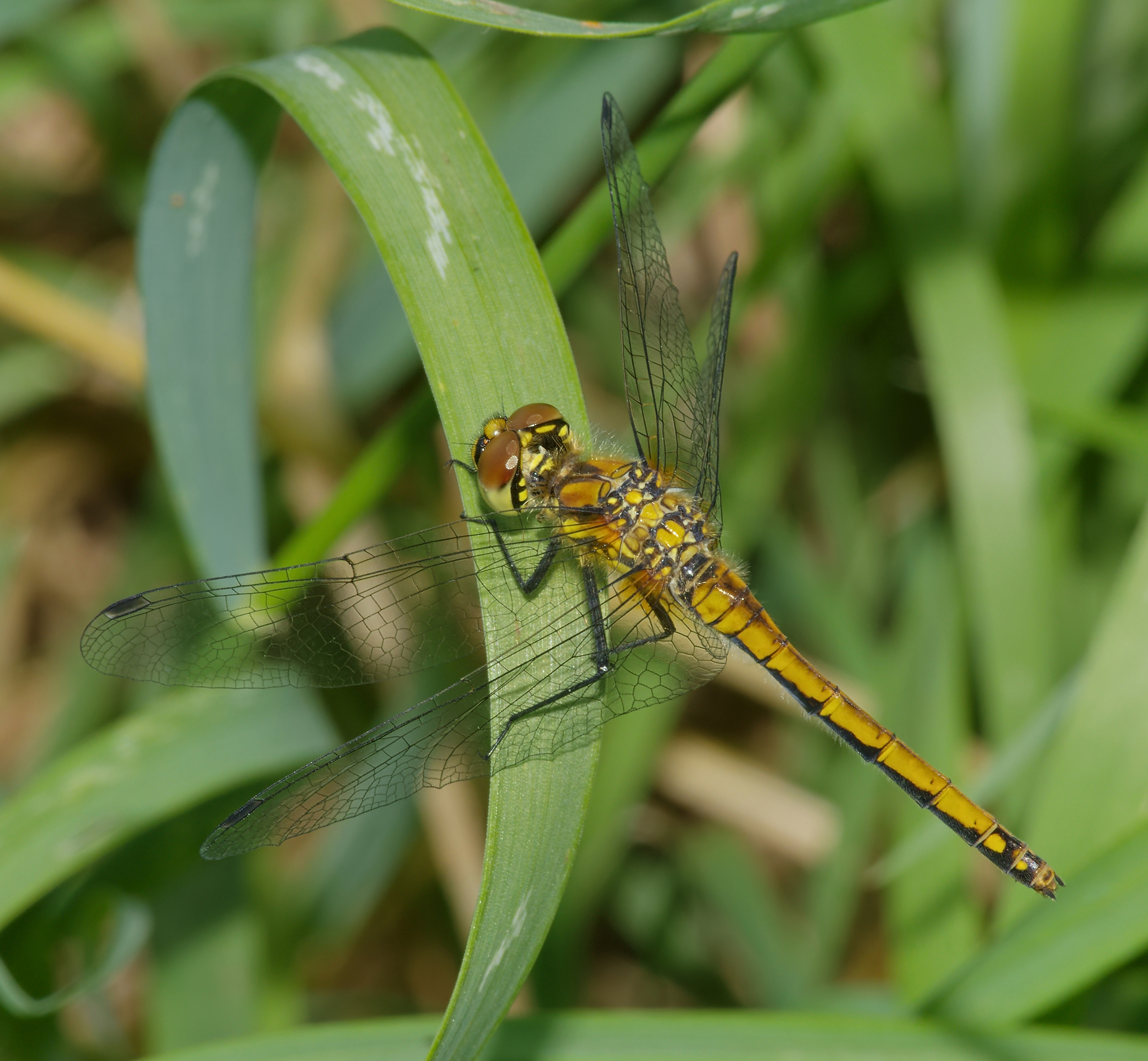
Une femelle
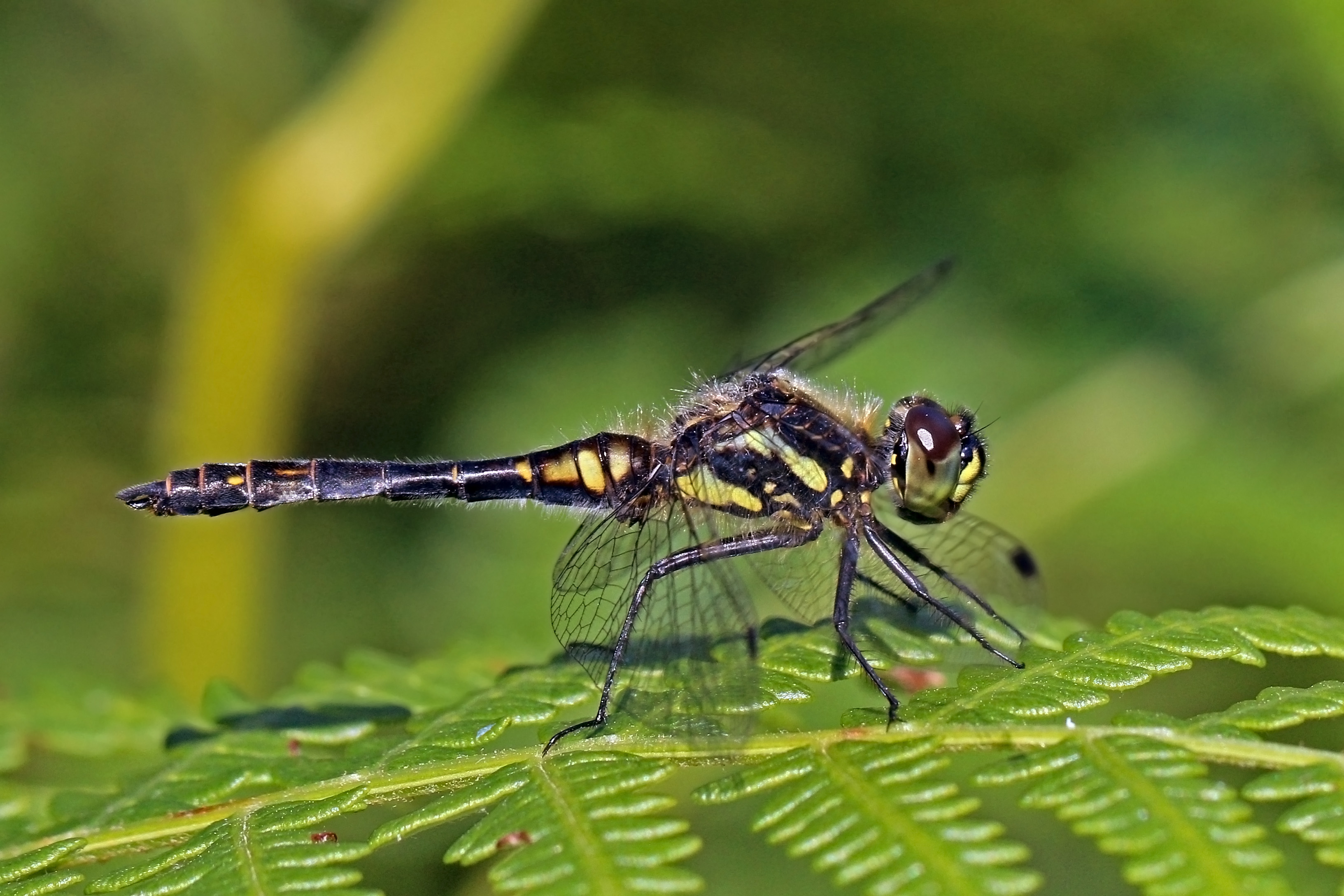
Un mâle